# De 538 Middagshow met Frank & Airen
De 538 Middagshow met Frank & Airen, ook wel bekend als De 538 Middagshow, is een Nederlands radioprogramma van de commerciële radiozender Radio 538. Het programma is iedere maandag tot en met donderdag te horen van 16:00 tot 19:00 uur en wordt gepresenteerd door diskjockey Frank Dane en sidekick Airen Mylene.

## Geschiedenis
Na een abrupt einde van zijn ochtendshow zat Frank Dane zonder programma, maar mét een contract bij Radio 538. Enkele maanden later werd bekend dat Dane de middagshow zou overnemen van Coen Swijnenberg en Sander Lantinga. Een deel van zijn ochtendteam, waaronder sidekick Jelte van der Goot, verhuisde mee naar de middag.

## Medewerkers

### Presentator
- Frank Dane (2022–)

### Sidekicks
- Jelte van der Goot (2022–)
- Airen Mylene (2023–)[3]

### Nieuwslezers
- Airen Mylene (2022–2023)[4]
- Iris Schut (2023–)